# Ungdomsrörelsen (Finland)

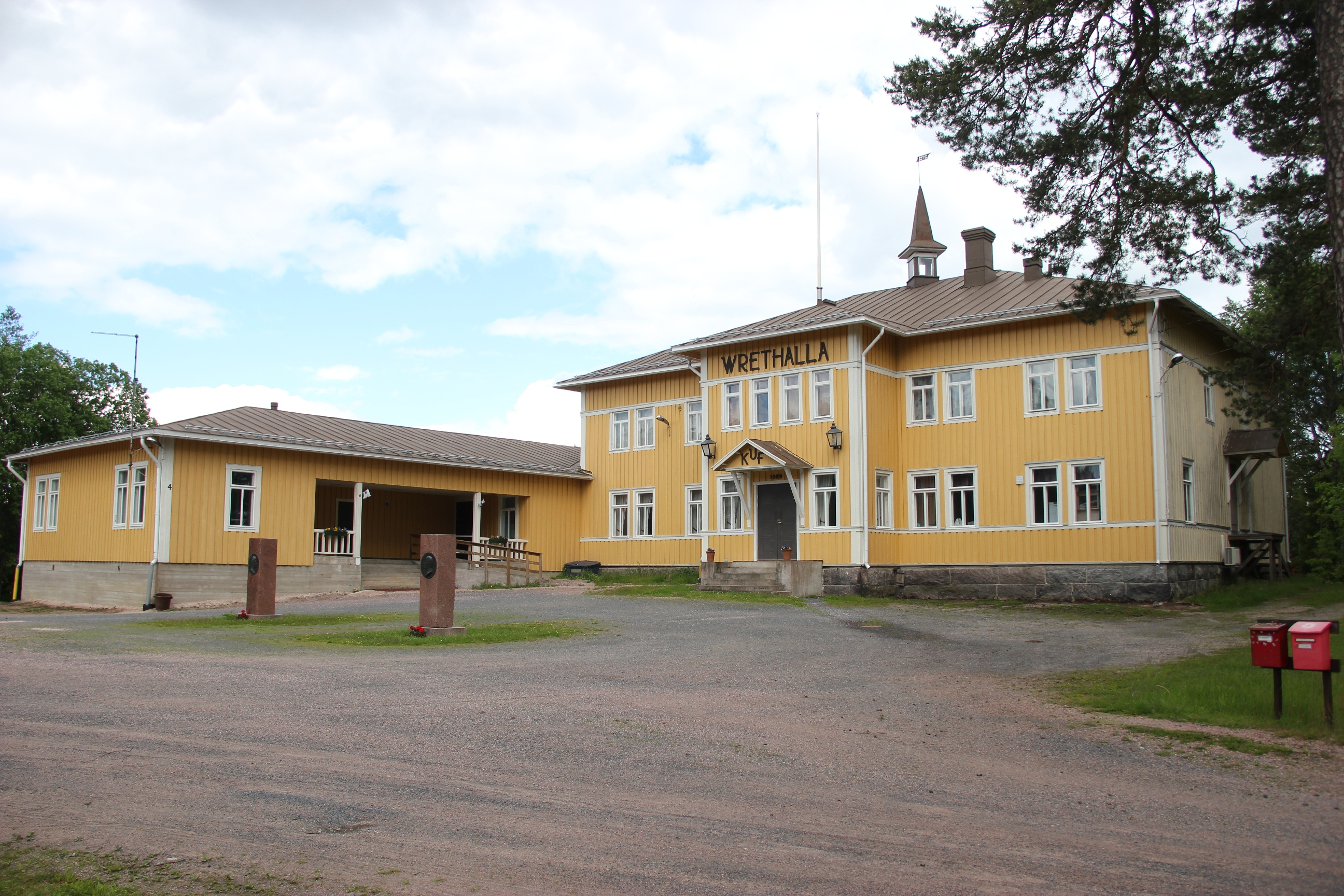
Kimito ungdomsförenings lokal Wrethalla.

Ungdomsrörelsen, som organisation vanligtvis betecknad som ungdomsföreningsrörelsen, har sina rötter i det sena 1800-talets förhållanden i Finland, då särskilt ungdomens leverne gav anledning till kritik och krav på åtgärder. 
De första ungdomsföreningarna grundades på finskt håll och hade ett samband med det nationella uppvaknandet. Landets första ungdomsförening startade 1881 i Kauhava med gravören Matti Sippola (1848–1908) som initiativtagare. Idén spred sig och resulterade bland annat i ett lokalförbund i Södra Österbotten, där Santeri Alkio var en av de drivande krafterna. En centralorganisation, Suomen nuorisoseurojen liitto, grundades 1897. 
Den första finlandssvenska ungdomsföreningen grundades 1888 i Malax. Föreningen tillkom på initiativ av Johannes Klockars, och målsättningen både för den och andra ungdomsföreningar under den första tiden var att åstadkomma en sanering av ungdomens fritidsvanor och samtidigt verka för ökad folkbildning. Ännu samma år grundades en ungdomsförening i Kimito i Åboland (Nils Oskar Jansson) och året därpå en i Nyland genom tillkomsten av Hangelby ungdomsförening i Sibbo. Åland fick sin första ungdomsförening i Lappo, Brändö, 1895. 1900 hade redan 66 svenska ungdomsföreningar stiftats. Man började allt mera känna behov av samarbete, och därför grundades mellan 1897 och 1933 ett riksförbund, Finlands svenska ungdomsförbund från 1906, fyra landskapsförbund och femton lokalförbund eller ringar. 
Från första början gick ungdomsföreningarna in för att samla sina medlemmar till samkväm, diskussionsaftnar och föreläsningar. Man grundade sångkörer, orkestrar och folkdanslag, man spelade teater, gjorde utfärder, sysslade med motions- och tävlingsidrott, ägnade sig åt hembygdsarbete och tog initiativ på många olika områden av samhällelig verksamhet. Nykterhetsarbetet var också en viktig uppgift för många ungdomsföreningar. Dansandet var tidvis illa sett och tycktes oförenligt med strävandena att förädla ungdomens fritidsliv. Partipolitik ville man inte engagera sig i, men att sprida samhällskunskap var en naturlig folkbildningsuppgift. Samarbetet med folkskolor och folkhögskolor ansågs värdefullt och berikande för bägge parter. 
Fosterland, modersmål och hembygd var ofta återkommande nyckelord. Under ofärdsåren kring sekelskiftet 1900 bar ungdomsföreningarnas verksamhet en klart fosterländsk prägel, både i ord och handling. I såväl jägarrörelsen som på den vita sidan i finska inbördeskriget 1918 deltog talrika föreningsmedlemmar. 
Ett eget föreningshus ansågs ofta vara en viktig förutsättning för målmedveten verksamhet. Tack vare medlemmarnas arbetsinsatser och bygdens helhjärtade stöd och medverkan växte föreningshus upp i rask takt. När 50 år hade gått sedan starten 1888 existerade redan nästan 300 ungdomsföreningar och drygt 200 föreningshus. Ungdomsföreningarna fanns framför allt i landsbygdsmiljö, och husen var en tillgång inte bara för ungdomsföreningarna själva, utan kunde utnyttjas också av andra som samlingslokal. 
En stor del av ungdomsföreningarnas verksamhetsformer har under årens lopp övertagits av olika specialorganisationer. Teaterverksamheten, synlig till exempel genom de många sommarteatrarna, hör fortfarande till ungdomsrörelsens viktigaste aktiviteter. Nya verksamhetsformer, bland annat inom popkulturen, har tillkommit.